# 若槻
若槻（わかつき）は長野市北東部の地区。本項ではかつて概ね同地域に所在した上水内郡若槻村（わかつきむら）についても述べる。

## 概要
長野市街地北東に聳える三登山（923m）山系の山裾に位置する地域である。南向きのなだらかな斜面が広がっており、かつてはりんごなどの果樹栽培が盛んな地域であった。
昭和40年代に入ると、長野市街地から路線バス・車で10〜15分ほどに位置していることから急速に宅地化が進行。隣接する浅川地域などとともに、現在では県内有数の住宅地・ショッピングタウンとなっている。しかしながら、地域北部の田中・田子・吉地区などでは、里山・果樹園と旧北国街道沿いの街村の風景が依然残っている。
「若槻」の地名の由来は、『吾妻鏡』に「若月（槻）庄」と初見されること、また鎌倉幕府御家人源頼隆が赴任して若槻姓を名乗り、約2世紀半この地を治めたことから、中世の長い歴史の中で培われた「若槻」の名がもっともふさわしいと1889年（明治22年）に命名された。

## 人口
地域内の人口（長野市役所若槻支所管内）は8,578世帯 19,950人（令和5年3月1日時点）
以下の1881年～1995年は『長野市誌 第8巻』に、2000年～は住民基本台帳の各年1月1日時点のデータに基づく。
太平洋戦争末期頃から都市からの疎開による人口増加が始まり、戦後は1950年稲田に小規模な県の分譲団地が造成されて以後、急速に市街化が進んだ。わけても1964年から企業局により企画され、県下一の規模と言われた若槻団地の完成をみてから、上野農住・東徳間などの住宅団地が何カ所もでき、戸口は一挙に激増した。さらに1975年以降、稲田・徳間の区画整理による農地の宅地化が進み、市内でも有数の増加率になっている。
人口は2005年頃にピークを迎え、近年は徐々に下落を続けている。
- 1881年　3653人
- 1906年　3655人
- 1920年　3890人
- 1925年　3918人
- 1930年　4079人
- 1935年　4145人
- 1942年　6213人
- 1955年　6090人
- 1965年　6725人
- 1970年 11075人
- 1975年 13135人
- 1980年 15067人
- 1985年 15789人
- 1990年 16874人
- 1995年 18794人
- 2000年 19238人
- 2005年 20641人
- 2010年 20499人
- 2015年 20180人
- 2020年 20188人

| \| 1955年（昭和30年） \| 6,090人 \| \| \| 1965年（昭和40年） \| 6,725人 \| \| \| 1975年（昭和50年） \| 13,135人 \| \| \| 1985年（昭和60年） \| 15,789人 \| \| \| 1995年（平成7年） \| 18,794人 \| \| \| 2005年（平成17年） \| 20,641人 \| \| \| 2015年（平成27年） \| 20,180人 \| \| \| 2020年（令和2年） \| 20,188人 \| \| |          |  |
| 長野市 |          |  |
| 1955年（昭和30年） | 6,090人  |  |
| 1965年（昭和40年） | 6,725人  |  |
| 1975年（昭和50年） | 13,135人 |  |
| 1985年（昭和60年） | 15,789人 |  |
| 1995年（平成7年） | 18,794人 |  |
| 2005年（平成17年） | 20,641人 |  |
| 2015年（平成27年） | 20,180人 |  |
| 2020年（令和2年） | 20,188人 |  |

## 地理
周囲は以下の大字・町と接する。

### 山岳
- 三登山
- 髻山

### 河川
- 浅川
- 新田川
- 徳間川

## 歴史
前身各村〜若槻村の歴史
- 1873年（明治6年）8月1日 - 西条村（現 徳間一丁目）の長見寺を仮校舎として、進明学校（長野市立若槻小学校の前身）が開校。
- 1875年（明治8年） - 水内郡山田村・稲積村が合併して稲田村となる。
- 1876年（明治9年）5月30日 - 水内郡西条村の一部（徳間区）が徳間村に合併。
- 1876年（明治9年）12月 - 水内郡西条村の一部（稲蔵区）が稲田村に合併。
- 1879年（明治12年）1月4日 - 郡区町村編制法の施行により、各村が上水内郡の所属となる。
- 1889年（明治22年）4月1日 - 町村制の施行により、上水内郡徳間村・稲田村・檀田村・上野村・田子村・吉村および東条村の一部（東組）・西条村の一部（東組）の区域をもって若槻村が発足。
  - 東条村の残部（西組）・西条村の残部（西組）は浅川村の一部となる。
- 1939年（昭和14年）8月 - 若槻村上野（現 上野二丁目）に、傷痍軍人長野療養所（現 国立病院機構東長野病院）が開所。
- 1954年（昭和29年）4月1日 - 若槻村が長野市に編入。同日若槻村廃止。大字徳間・稲田・檀田・上野・田子・吉・若槻東条・若槻西条となる。

長野市若槻の歴史
- 1966年（昭和41年） - 上野二丁目に、清泉保育女子専門学校（清泉大学短期大学部の前身）が開校。
- 1951年（昭和46年） - 上野二丁目に、長野県若槻養護学校が開校。
- 2003年（平成15年） - 上野二丁目の清泉女学院短期大学に隣接して、清泉女学院大学（現・清泉大学）が開学。

稲田地区・徳間地区・檀田地区・若槻団地地区の歴史の詳細は、それぞれ稲田 (長野市)#沿革・徳間 (長野市)#沿革・檀田#沿革・若槻団地#沿革を参照。

## 稲田
稲田（いなだ）は、若槻地域南部の地区。住所表記上の町丁名では稲田一・二・三・四丁目がある。

## 上野
上野（うわの）は、若槻地域中部の地区。上野一・二・三丁目がある（住居表示未実施）。郵便番号は381-0085。
周囲は以下の大字・町と接する。
一丁目には長野県道60号長野荒瀬原線（若槻大通り）とその旧道（旧北国街道）が通過しており、長野県道371号療養所上野線が旧北国街道から分かれて二丁目の東長野病院に至っている。若槻大通りより北は山林であり、旧北国街道沿いに街村が形成されている。
旧北国街道の東に位置する二丁目・三丁目は、若槻台・上野団地と呼ばれる住宅地となっており、その東に昭和の森公園の緑が広がる。清泉女学院大学・清泉女学院短期大学と国立病院機構東長野病院・長野県若槻養護学校はこの森に囲まれるように立地している。
南東に接する三才・徳間地区との境は崖線となっている。
地区内の人口は以下の通り（令和5年３月1日現在）。
|          | 世帯数    | 人口    |
| -------- | --------- | ------- |
| 上野     | 1,455世帯 | 3,284人 |
| 上野宿舎 | 39世帯    | 39人    |
|          |           |         |
| 計       | 1,494世帯 | 3,323人 |

### 交通

#### 鉄道
地区内に鉄道路線は走っていないが、上野二丁目から崖を下ると10分ほどでJR三才駅に至る。

#### 路線バス
地区内の旧北国街道などを走る、長電バスの以下の路線系統が利用できる。
- 長電バス
  - 62 長野駅 - 長野高校 - 宇木 - 東長野病院
  - 55 長野駅 - 本郷駅 - 宇木 - 牟礼

### 周辺

#### 上野一丁目
- 見晴の湯
- 高山亭 若槻店

#### 上野二丁目
- 昭和の森公園
- 清泉大学
- 清泉大学短期大学部
- 国立病院機構東長野病院
- 長野県若槻養護学校

#### 上野三丁目
- 昭和の森公園

## 田子
田子（たこ）は、若槻地域北部の地区（大字）。郵便番号は381-0087。
周囲は以下の大字・町と接する。

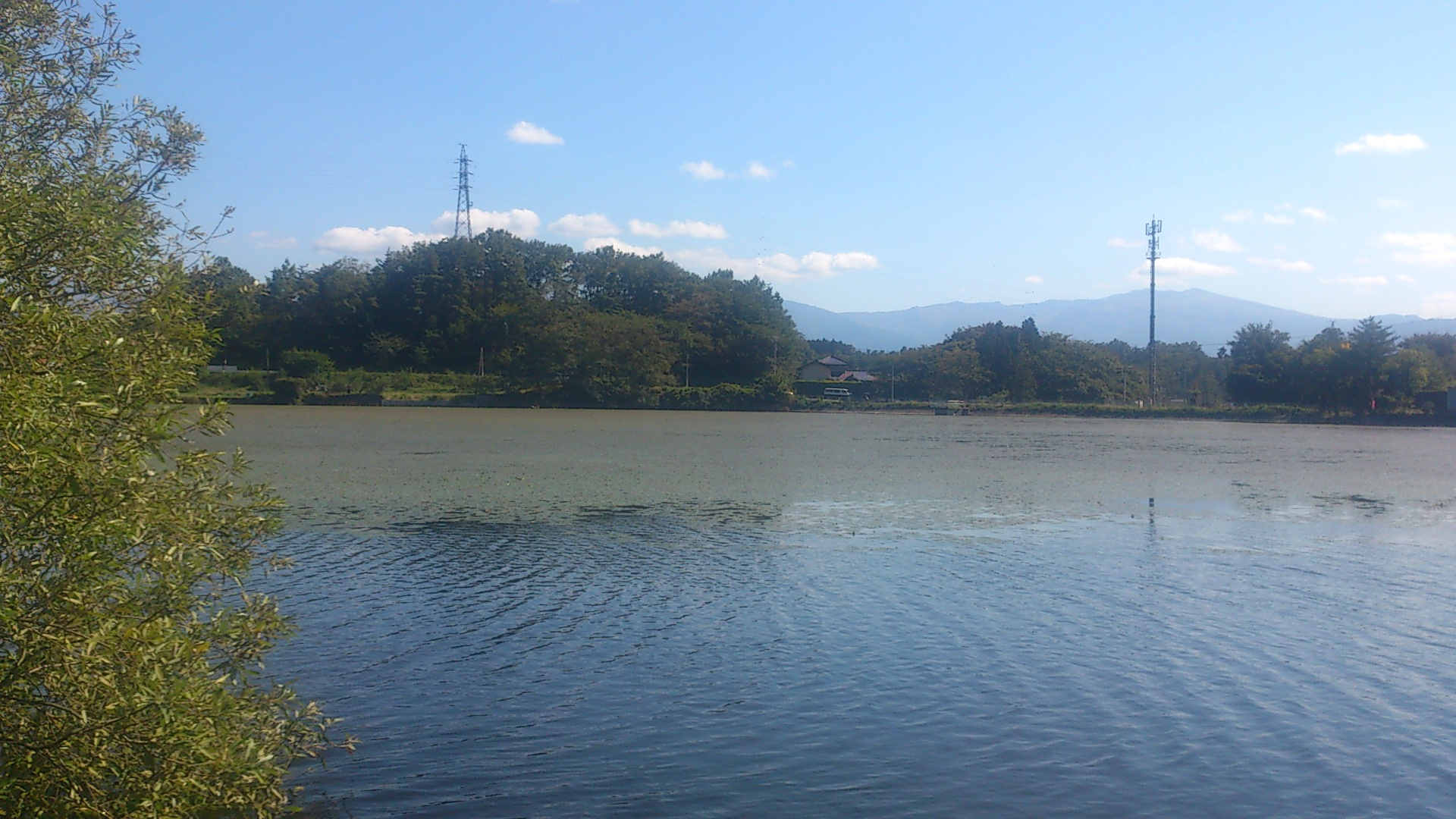
田子池

地区中央部を長野県道60号長野荒瀬原線（若槻大通り）とその旧道（旧北国街道）が縦走している。地区北東部には吉地区にまたがって田子池というため池があり、田子池魚釣組合が管理する釣り場にもなっている。
旧北国街道沿いに街村が形成されているが、それより北側には里山の風景が残り、南側の若槻大通り沿いには果樹園が広がる長閑な地区である。
地区内の人口は、90世帯 226人（令和5年3月1日現在）。

### 交通

#### 路線バス
地区内の旧北国街道を走る、長電バスの以下の路線系統が利用できる。
- 長電バス
  - 55 長野駅 - 本郷駅 - 宇木 - 牟礼

### 周辺
- 田子池

## 田中
田中（たなか）は、若槻地域北部の地区。郵便番号は381-0086。
周囲は以下の大字・町と接する。
地区の南部に長野県道60号長野荒瀬原線（若槻大通り）とその旧道（旧北国街道）が縦走している。地区北端には三登山が聳える。
若槻大通りを徳間方面から北上してくると、小さな丘を越え当地区に入ったところで商業施設が少なくなり、果樹園が見え始める。集落は南部の旧北国街道沿いに形成されている。北部は三登山の山地である。
地区内の人口は、132世帯 284人（令和5年3月1日現在）。

### 交通

#### 路線バス
地区内の若槻大通り・旧北国街道を走る、長電バスの以下の路線系統が利用できる。
- 長電バス
  - 62 長野駅 - 長野高校 - 宇木 - 東長野病院
  - 55 長野駅 - 本郷駅 - 宇木 - 牟礼

### 周辺
- 三登山

## 徳間
徳間（とくま）は、若槻地区南東部の地区。住居表示では徳間一丁目がある。

## 檀田
檀田（まゆみだ）は、若槻地区南西部の地区。住居表示では檀田一・二丁目がある。

## 吉
吉（よし）は、若槻地域北部の地区（大字）。郵便番号は381-0088。
周囲は以下の大字・町と接する。
地区東部を長野県道60号長野荒瀬原線（若槻大通り）とその旧道（旧北国街道）が縦走しており、地区中央部で豊野町中心部へ向かう市道が分かれる。さらに地区北部では豊野町北部・中野市方面へ向かう上水内北部広域農道（北信五岳道路 豊野ライン）が接続する。
旧北国街道沿いに吉集落が形成されているほか、地区西部の山間に山千寺集落がある。東部の若槻大通り沿いには果樹園が広がる。
なお、バス停留所名などでは吉村と呼ばれる。
地区内の人口は、206世帯 450人（令和5年3月1日現在）。

### 交通

#### 路線バス
地区内の旧北国街道を走る、長電バスの以下の路線系統が利用できる。
- 長電バス
  - 55 長野駅 - 本郷駅 - 宇木 - 牟礼

### 周辺
- 田子池

## 若槻団地
若槻団地（わかつきだんち）は、若槻地域南西部の地区（大字）。

## 若槻西条
若槻西条（-・にしじょう）は、若槻地域北部の地区（大字）。郵便番号は381-0089。
周囲は以下の大字・町と接する。
地区北端に髻山が聳え、地区東部を長野県道60号長野荒瀬原線（若槻大通り）とその旧道（旧北国街道）が縦走している。
旧西条村は浅川村と若槻村とに分割されて合併しており、またその後の町名整理もあるため、その残部である現在の若槻西条はほぼ全域が髻山の山地である。
人口も少なく、長野市の統計資料には当地区の記載はない（令和5年3月1日現在）。

### 交通

#### 路線バス
地区内の若槻大通りを走る、長電バスの以下の路線系統が利用できる。
- 長電バス
  - 55 長野駅 - 本郷駅 - 宇木 - 牟礼

### 周辺
- 髻山

## 若槻東条
若槻東条（-・ひがしじょう）は、若槻地域西部の地区（大字）。郵便番号は381-0084。
周囲は以下の大字・町と接する。
地区中央部を長野県道60号長野荒瀬原線（若槻大通り）とその旧道（旧北国街道）が縦走している。
稲田・徳間から続いて若槻大通り沿いに商業施設が立ち並ぶが、当地区内ではややまばらになってくる。地区西部には住宅地が広がるが、これも隣接する浅川西条や若槻団地・徳間などと比べると密度は薄い。一方で、若槻地域の市役所支所・交番・消防分署などの行政機能はすべて当地区に集中している。
古くからの街村は旧北国街道沿いに形成されている。
地区内の人口は、939世帯 2,363人（令和5年3月1日現在）。

### 交通

#### 路線バス
地区内の若槻大通り・旧北国街道などを走る、アルピコ交通（川中島バス）・長電バスの以下の路線系統が利用できる。
- アルピコ交通（川中島バス）
  - 16 長野駅 - 善光寺大門 - 若槻団地 - 若槻東条
  - 17 長野駅 - 善光寺大門 - 浅川西条 - 若槻東条
- 長電バス
  - 62 長野駅 - 長野高校 - 宇木 - 東長野病院
  - 61 長野駅 - 長野高校 - 宇木 - 若槻団地 - 浅川西条
  - 55 長野駅 - 本郷駅 - 宇木 - 牟礼

かつて地区内に川中島バス若槻営業所が存在していたものの（若槻東条に車庫として現存）、現在でも同社の2系統が乗り入れている。加えて長電バスも3系統が利用できるため、交通の利便性は高い。

### 周辺
- イエローハット 若槻店
- 業務スーパーユー・パレット 長野北店
- しまむら 若槻店
- 長野市役所若槻支所
- 長野日産自動車 若槻店
- 長野市消防局鶴賀消防署 若槻分署
- 長野中央警察署 若槻大通り交番
- 長野市立若槻小学校